# Liste der Kardinalpriester von Immacolata al Tiburtino
Immacolata al Tiburtino ist ein römisch-katholischer Kardinalstitel in Rom. Er wurde am 28. April 1969 von Papst Paul VI. geschaffen. Titelkirche ist Santa Maria Immacolata e San Giovanni Berchmans. Folgende Personen waren Kardinalpriester von Santa Maria Immacolata al Tiburtino:
| Kardinalpriester von Immacolata al Tiburtino |                            |                           |                   |                   |
| Nr.                                          | Name                       | Amt                       | von               | bis               |
| 1                                            | Thomas Peter McKeefry      | Erzbischof von Wellington | 28. April 1969    | 18. November 1983 |
| 2                                            | Reginald John Delargey     | Erzbischof von Wellington | 24. Mai 1976      | 29. Januar 1979   |
| 3                                            | Ernesto Corripio y Ahumada | Erzbischof von Mexiko     | 30. Juni 1979     | 10. April 2008    |
| 4                                            | Raymundo Damasceno Assis   | Erzbischof von Aparecida  | 20. November 2010 |                   |